# Ricardo Liaño
Ricardo Liaño Gil (La Habana; 20 de marzo de 1921 - Chile; 11 de febrero de 2004), español de Barcelona, nadador, clavadista, boxeador, esquiador, doble cinematográfico, bailarín, coreógrafo, periodista, y productor de espectáculos deportivos y artísticos.
Fue esposo de Olivia Martínez "La Greca" y hermano de la famosa anarquista Conchita Liaño.
La película Un hombre aparte, dirigida por Bettina Perut e Ivan Osnovikoff, relata una parte de su historia.